# Демиелинизация
Демиелинизация — патологический процесс, представляющий собой избирательное повреждение миелиновой оболочки, проходящей вокруг нервных волокон центральной или периферической нервной системы, что приводит к нарушению функций миелиновых нервных волокон. Погибшая нервная ткань при этом замещается рубцом из соединительной ткани.
Демиелинизацию можно разделить на 2 типа:
1. Миелинопатия — разрушение миелина из-за генетической предрасположенности к быстрому разрушению миелиновой оболочки.
2. Миелинокластия — разрушение уже сформированного миелина из-за причин, не связанных с миелином (например, аутоиммунное воспаление при демиелинизирующих заболеваниях).

Признаки демиелинизации как патологического процесса выделить нельзя. Симптомы зависят от локализации демиелинизации в структурах центральной или периферической нервной системы.
Характерна для таких заболеваний, как рассеянный склероз, рассеянный энцефаломиелит, прогрессирующие лейкоэнцефалиты, прогрессирующие лейкодистрофии.